# Kosovskomitrovický okruh
Kosovskomitrovický okruh (albánsky Rajoni i Mitrovicës, srbsky Kosovskomitrovački okrug, cyrilicí Косовскомитровачки округ) je jeden ze sedmi kosovských okruhů. Hlavní město okruhu je Kosovska Mitrovica.

## Správní členění
V Kosovskomitrovickém okruhu se nachází těchto 6 měst:
| Město              | Počet obyvatel (2011) | Rozloha (km²) | Hustota zalidnění (km²) |
| ------------------ | --------------------- | ------------- | ----------------------- |
| Kosovska Mitrovica | 71,909                | 350           | 205.5                   |
| Vučitrn            | 69,870                | 344           | 203.1                   |
| Srbica             | 50,858                | 378           | 134.5                   |
| Leposavić          | 18,600                | 539           | 34.5                    |
| Zvečan             | 16,650                | 122           | 136.5                   |
| Zubin Potok        | 14,900                | 333           | 44.7                    |

## Galerie

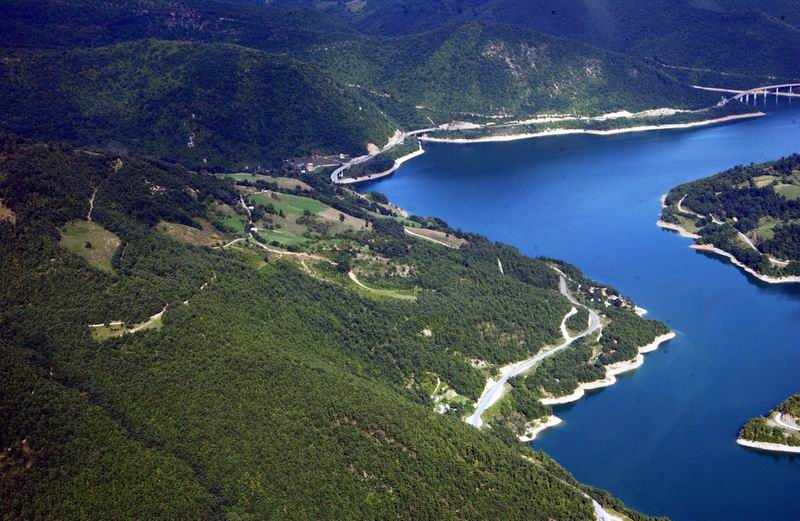
Jezero Gazivoda
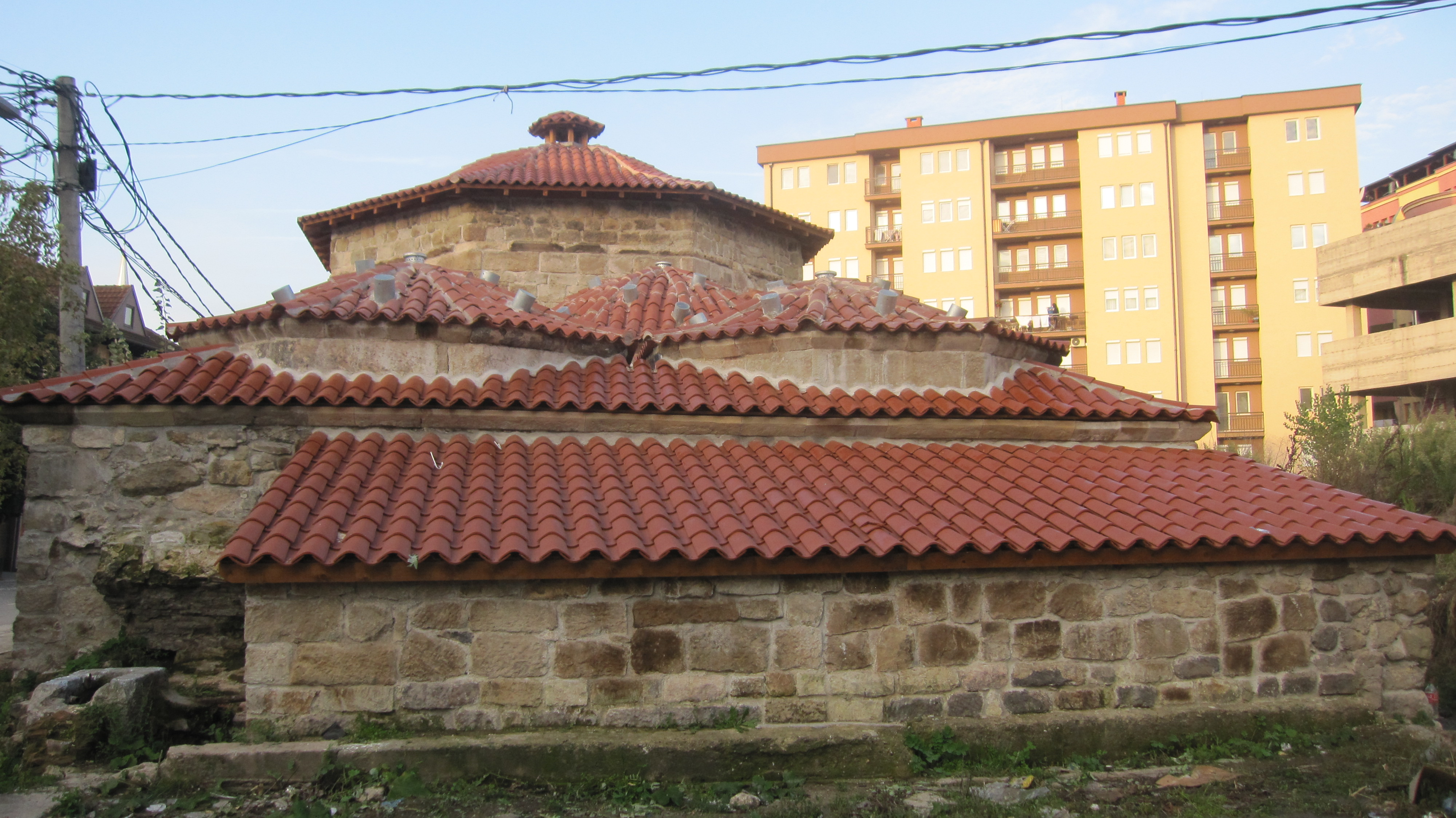
Staré lázně ve Vučitrnu
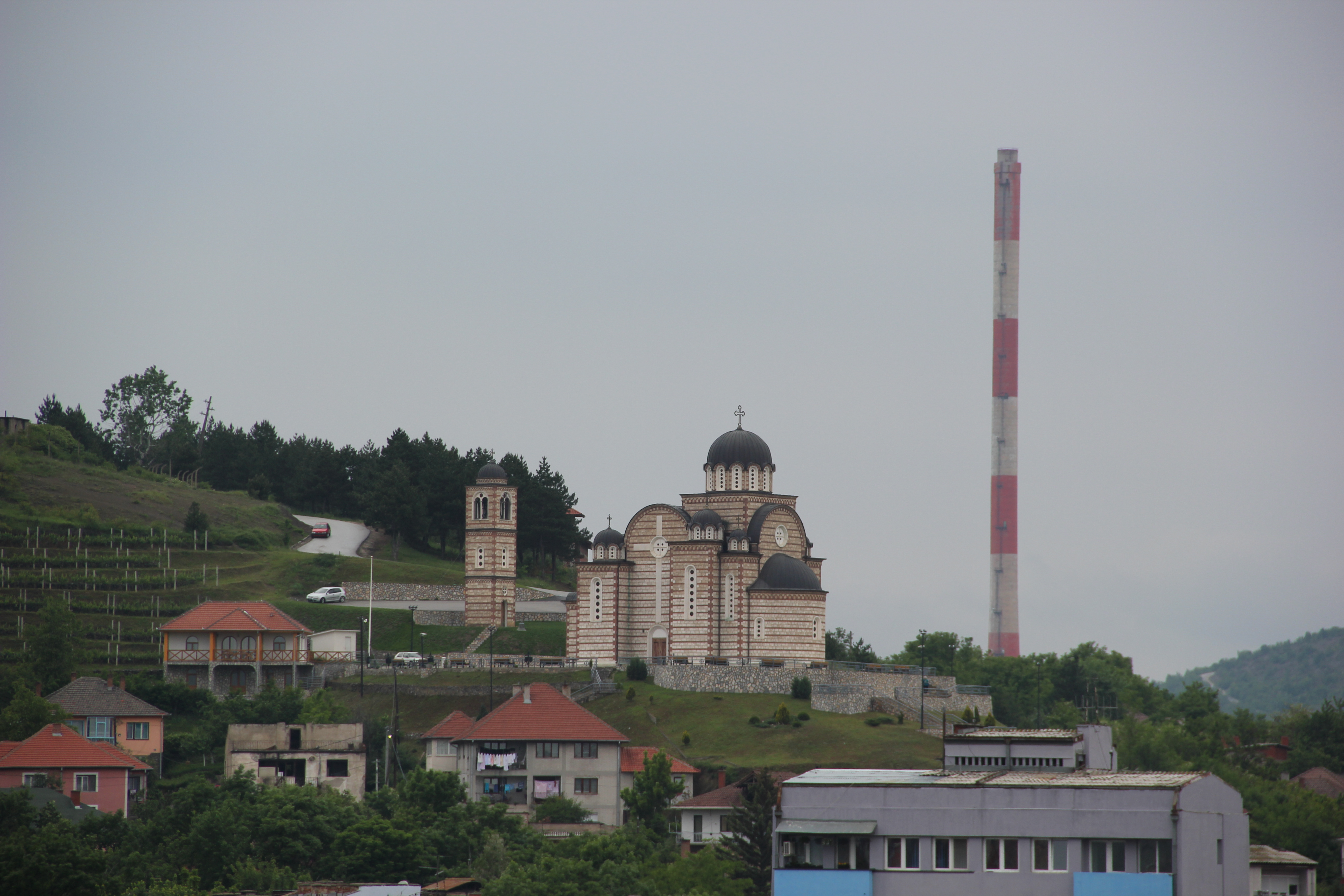
Pravoslavný kostel ve Zvečanu
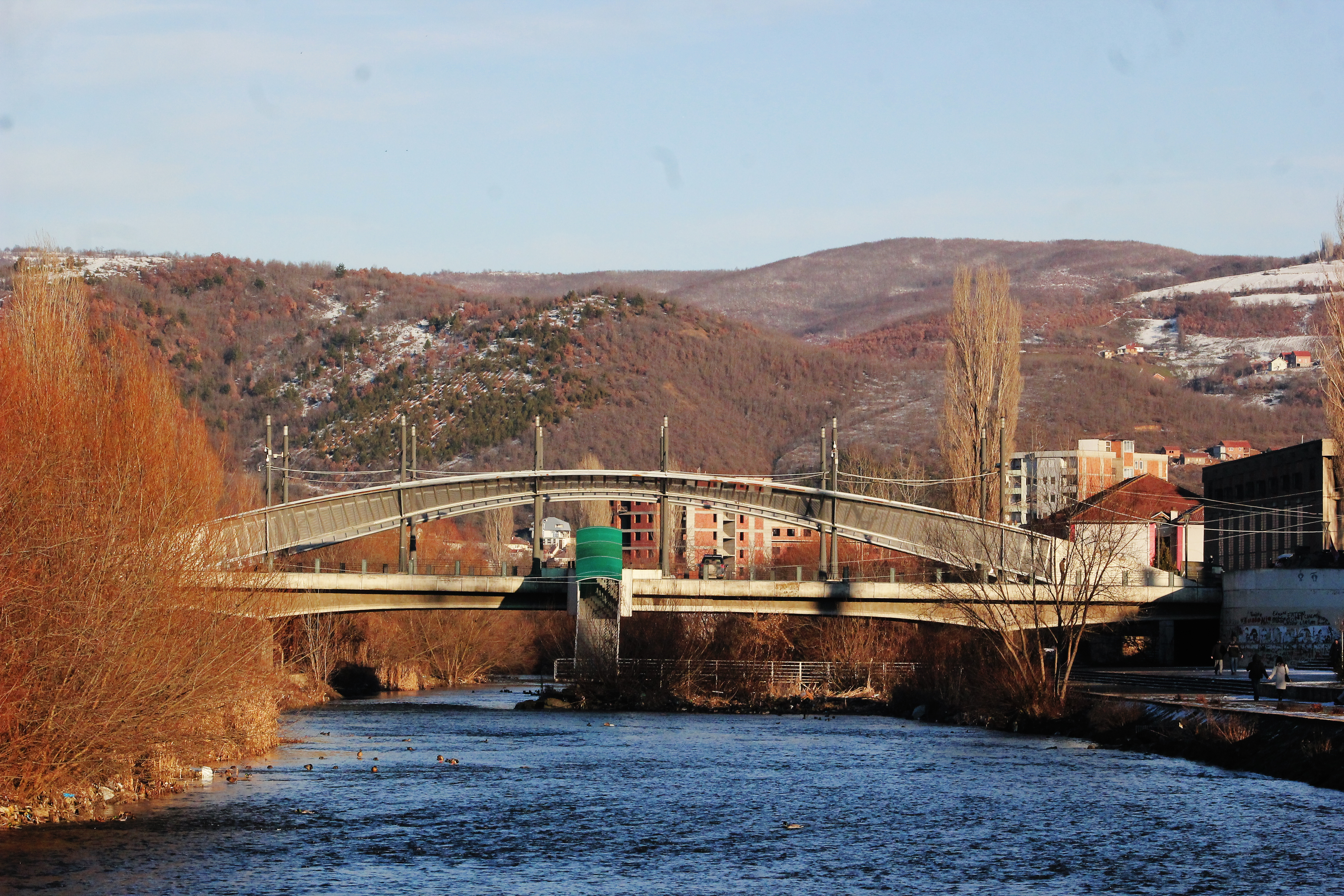
Most nad řekou Ibar